# Cadiz (Kentucky)
Cadiz is een plaats (city) in de Amerikaanse staat Kentucky, en valt bestuurlijk gezien onder Trigg County.

## Demografie
Bij de volkstelling in 2000 werd het aantal inwoners vastgesteld op 2373.
In 2006 is het aantal inwoners door het United States Census Bureau geschat op 2574, een stijging van 201 (8,5%).

## Geografie
Volgens het United States Census Bureau beslaat de plaats een oppervlakte van
9,0 km², geheel bestaande uit land. Cadiz ligt op ongeveer 129 m boven zeeniveau.

## Plaatsen in de nabije omgeving
De onderstaande figuur toont nabijgelegen plaatsen in een straal van 36 km rond Cadiz.